# Оксарой
Оксаро́й (узб. Oqsaroy) или Аксара́й (букв. Бе́лый дворе́ц) — бывшая официальная и главная государственная рабочая ( по 2009-2016 служил домом ) резиденция первого президента Республики Узбекистан — Ислама Абдуганиевича Каримова в Яккасарайском районе Ташкента, на улице Афросиаб. Ныне превращён в музей и входит в состав «Научно-просветительского комплекса Ислама Каримова» — крупного мемориально-музейно-просветительского комплекса, посвященного Исламу Каримову. Перед дворцом в августе 2017 года установлен памятник Исламу Каримову.
Дворец был заложен первым президентом Узбекистана Исламом Каримовым. Был построен в 1999 году, за шесть месяцев, совместно с югославской компанией Energoprojekt Visokogradnja. Построен в центре крупного парка, который в советское время был известен под названием «Пионер». На территории парка сохранилась кирпичная арка и ворота крепости времён Российской империи.
Своё название получило в честь дворца Ак-Сарай — резиденции Амира Тимура в его родном городе Шахрисабзе, который ныне находится на юге Узбекистана, в Кашкадарьинской области.
Общая площадь дворца составляет 5460 м². С момента постройки и вплоть до смерти Ислама Каримова в сентябре 2016 года, дворец являлся официальной и главной государственной рабочей резиденцией президента Узбекистана — являясь закрытым для рядовых граждан стратегическим и тщательно охраняемым объектом. Не разрешалось фотографирование и видеосъемка дворца и окружающей его территории. Второй президент Узбекистана Шавкат Мирзиёев после официального вступления в должность, отказался от дворца Оксарой и распорядился превратить дворец в музей. В декабре 2016 года Олий Мажлис Республики Узбекистан подготовил постановление, согласно которому в резиденции Оксарой будет создан мемориальный музей первого президента Республики Узбекистан
. После освобождения дворца в конце 2016 года, новый президент Шавкат Мирзиёев временно переехал на второй этаж здания Сената Олий Мажлиса Республики Узбекистан, а позже переехал на специально подготовленный для него новую главную официальную государственную рабочую резиденцию Куксарой (или Куксарай).

## «Научно-просветительский комплекс Ислама Каримова»
Полное название «Научно-просветительский мемориальный комплекс имени Первого Президента Республики Узбекистан Ислама Каримова при Президенте Республики Узбекистан». Комплекс был торжественно открыт 30 января 2017 года — в день рождения Ислама Каримова. Дворец и комплекс окружает большой парк и небольшая площадь, где установлен памятник Исламу Каримову. В состав комплекса входят крупный музей, научно-исследовательский и образовательный центр, библиотека и читальный зал, конференц-зал, памятник Исламу Каримову, парк Ислама Каримова. Для посетителей открыт доступ ко всем залам дворца, в том числе в личный рабочий кабинет президента, в зал для принятия послов, иностранных делегаций, зал для награждений, зал заседаний и другие помещения. В музее представлены личные вещи Ислама Каримова, различные предметы, относящиеся к нему, подарки от иностранных и отечественных лиц, многочисленные картины, документы, слайды и другие экспонаты, касающиеся первого президента Узбекистана. В библиотеке имеется богатый выбор книг, относящихся как к Исламу Каримову, так и к другим темам, касающихся Узбекистана. При комплексе работает «Республиканский общественный благотворительный фонд Ислама Каримова».

## В филателии
- Почтовая марка Узбекистана 2003
- Почтовая марка Узбекистана 2010